# Атлас словацкого языка
А́тлас слова́цкого языка́ (словац. Atlas slovenského jazyka) — собрание диалектологических карт, показывающих распространение языковых особенностей словацких диалектов. Является одной из важнейших научных работ Института языкознания имени Л. Штура Словацкой академии наук. Материалы для составления атласа собирались с 1947 года по вопроснику, который заполнялся практически во всех населённых пунктах Словакии (для первых двух томов атласа было заполнено более 2 500 анкет). Четыре тома атласа с картами по фонетике, морфологии, словообразованию и лексике выпускались в течение 1968—1984 годов. Работой по созданию атласа руководили сотрудники диалектологического отделения Института языкознания имени Л. Штура (Й. Мистрик, А. Габовштяк, Ф. Буффа и другие).
Атлас словацкого языка стал важнейшимм источником для исследований по ареальной лингвистике, диалектной фонетике, морфологии, лексике, исторической диалектологии и другим разделам словацкого языковедения.

## Составление атласа
Масштабному исследованию словацкого языкового ландшафта методами лингвистической географии для составления атласа предшествовали различного рода теоретические исследования. Данные исследования включали помимо прочего создание специальных анкет. Первая анкета была составлена Ф. Пастернаком («Slovenské pohľady», XIII, 1893), вторая, более широкая — В. Важным («Dialektologické dotazníky pre Slovensko. Dotazník 1—26», Turč. Sv. Martin, 1921—1930).
Теоретические основы создания атласа, разрабатываемые с конца XIX века, были реализованы в середине XX века.
Материал для первых томов Атласа словацкого языка собирался в течение 1947—1951 годов по вопроснику, составленному Й. Штольцем и Э. Паулини («Dotazník pre výskum slovenských nárečí (Atlas slovenského jazyka)», Bratislava, 1947). Первый том атласа создавался в 1964—1966 годах. Издан Словацкой академией наук спустя два года — в 1968 году. В нём представлен альбом из 29 серий сходных по содержанию диалектологических карт, посвящённых фонетическим явлениям (вокалическим и консонантным). Всего опубликована 301 карта. Каждая серия показывает определённые диалектные явления на материале конкретных слов (236 слов на картах и ещё 400 слов в комментариях к отдельным картам). В каждом конкретном слове на карте указывалась только одна его диалектная черта без учёта всех прочих дифференциальных признаков этого слова. Помимо аналитических карт, в атлас включены также обзорные карты, на которых даётся распространение одного определённого рефлекса в разных словах. Каждая карта атласа сопровождается комментарием, в котором содержится сопроводительный текст к картам, материалы, дополнения, примечания, а также такие сведения, которые невозможно было картографировать.
Материалы для следующих двух томов атласа собирались до 1968 года по вопроснику («Dotazník pre výskum slovenských nárečí», II, Bratislava, 1964), составленному
Ф. Буффой (словообразовательная часть) и А. Габовштяком (лексическая часть). Материал собирался в 328 основных отобранных населённых пунктах.

## Диалектологическая карта
В первом томе атласа опубликована диалектологическая карта словацкого языка, на которой выделены свыше 50 диалектных объединений различного уровня (включая 29 групп говоров), сгруппированных в 3 диалекта: западнословацкий, среднесловацкий и восточнословацкий.

## Тома атласа
- I том. Вокализм и консонантизм (Vokalizmus a konsonantizmus), под редакцией Й. Штольца. Časť prvá — mapy, 1968. — 314 s. Časť druhá — úvod, komentáre, materiály, 1968. — 200 s.
- II том. Морфология (Flexia), под редакцией Й. Штольца. Časť prvá — mapy, 1981. — 316 s. Časť druhá — úvod, komentáre, 1978. — 192 s.
- III том. Словообразование (Tvorenie slov), под редакцией Ф. Буффы. Časť prvá — mapy, 1981. — 424 s. Časť druhá — úvod, komentáre, dotazník, 1978. — 246 s.
- IV том. Лексика (Lexika), под редакцией А. Габовштяка. Časť prvá — mapy, 1984. — 464 s. Časť druhá — úvod, komentáre, dotazník, indexy, 1984. — 368 s.